# Loxaspilates torcida
Loxaspilates torcida är en fjärilsart som beskrevs av Paul Dognin 1900. Loxaspilates torcida ingår i släktet Loxaspilates och familjen mätare. Inga underarter finns listade i Catalogue of Life.